# بهوپی وال
بهوپی وال (به انگلیسی: Bhopay Wal) یک روستا در پاکستان است که در پنجاب واقع شده‌است.